# Новоключево
Новоклю́чево (рос. Новоключево, башк. Яңы Ключево) — присілок у складі Мішкинського району Башкортостану, Росія. Входить до складу Мішкинської сільської ради.
Населення — 154 особи (2010; 176 у 2002).
Національний склад:
- марійці — 96 %